# Rostislav
Rostislav (nebo také Rastislav, Rastic, Rasticlao, Rastislaus, někdy též Radislav či Ladislav) z dynastie Mojmírovců (? – po 870? Bavorské vévodství) byl v letech 846–870 druhým velkomoravským knížetem. Za jeho vlády se na území Velkomoravské říše uskutečnila cyrilometodějská misie. 
V říjnu 1994 byl pravoslavnou církví v Českých zemích a na Slovensku prohlášen za svatého. Slavnost svatořečení Rostislava proběhla 29. října 1994 v Prešově a 30. října 1994 v Brně, podle pravoslavného kalendáře má církevní svátek 28. října.

## První období vlády
Rostislav byl synovcem Mojmíra I. V roce 846, pravděpodobně po Mojmírově smrti, byl Rostislav na velkomoravský knížecí stolec dosazen Ludvíkem Němcem, panovníkem východofranské říše (tj. východní části rozpadlé Franské říše). Ludvík Němec považoval Rostislava za svého chráněnce, ne-li vazala, a předpokládal, že se velkomoravský kníže bude podřizovat jeho politickým zájmům ve střední Evropě. Od roku 850 však Rostislav přerušil styky s východofranskou říší, začal podporovat Ludvíkovu opozici a na Velkou Moravu přijímal Ludvíkovy odpůrce, kteří byli nuceni uprchnout od Franků. Kvůli likvidaci východofranského vlivu Rostislav vyhnal latinské kněze. Roku 855 se Ludvík Němec pokusil potrestat Rostislavovu neposlušnost a vpadl na Velkou Moravu. Jeho vojska došly až k Rostislavově hlavní pevnosti, kde však velkomoravské vojsko podniklo úspěšný protiútok. Rostislav pak pronásledoval východofranské vojáky až za hraniční řeku Dunaj a vyplenil východofranské území na druhém břehu.
V roce 858 se Rostislav spojil s Karlomanem (Karlmannem), správcem Východní marky (dnes část Rakouska) a synem Ludvíka Němce. Rostislav získal díky tomuto spojenectví některá území v dnešním Maďarsku, která připojil ke své říši. V roce 861 Rostislav s Karlomanem znovu zaútočili na síly Ludvíka Němce, ke kterým náležel i Pribina, tehdy kníže blatenského knížectví. Rostislav napadl Blatenské knížectví, sesadil Pribinu (ten byl patrně zabit) a dosadil na knížecí stolec Pribinova syna Kocela, který se stal Rostislavovým chráněncem. Proti spojenectví Karlomana s Rostislavem uzavřel Ludvík spojenectví s Bulhary. Karloman byl nakonec poražen a podrobil se svému otci.

## Cyrilometodějská misie

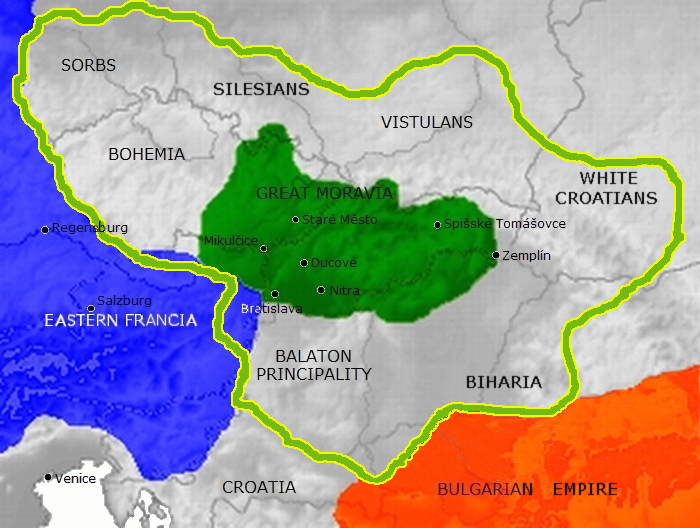
Střední Evropa v roce 870. Východní Franky jsou označeny modře, Bulharsko oranžově, Velká Morava za vlády Rostislava zeleně. Zelená linie naznačuje hranice Velkomoravské říše po teritoriální expanzi Svatopluka I. (894).

Pravděpodobně po roce 860 vyslal Rostislav poselstvo k papeži Mikuláši I. a požádal jej o „učitele“, který měl zajistit prohloubení křesťanské víry na Velké Moravě a také vzdělání dostatečného množství domácích kněží. Využil k tomu situace, kdy po záchvatu mrtvice tehdejšího pasovského biskupa Hartwiga upadla celá pasovská diecéze včetně misijních území do chaosu. Samotné vyslání učitele se však mělo stát jen prvním krokem na cestě k vytvoření samostatné církevní organizace na Moravě v čele s arcibiskupem. Papež však potřeboval spojenectví císaře Ludvíka Němce a nedovolil si podniknout nic, co by mohlo poškodit bavorský episkopát a popudit Ludvíka Němce. Jeho odpověď na Rostislavovu žádost tak byla pravděpodobně negativní.
Po neúspěchu v Římě vyslal Rostislav obdobné poselstvo k byzantskému císaři Michalu III., který vyhověl jeho žádosti a vyslal na Moravu misii vedenou jedním z tehdy nejvýznamnějších byzantských učenců Konstantinem a jeho bratrem Metodějem.
| „                    | Když pak dorazil na Moravu (Konstantin), přijal jej Rostislav s velikou poctou, a shromáždiv učedníky, svěřil (mu) je na učení. Brzy pak byl přeložen veškerý církevní řád a naučil je jitřním i hodinkám, (mši), nešporám a kompletáři i obřadům mešním. I otevřely se podle slov prorokových uši hluchých, aby uslyšely slova knih a jazyk koktavých zjasněl. Bůh pak se nad tím velice zaradoval a ďábel byl zahanben. | “ |
| — Žitije Konstantina | |   |

Přestože z Byzance nešlo očekávat založení (arci)biskupství, několikaletá intenzivní misijní činnost Konstantina a Metoděje položila nezbytné základy pro následné budování samostatné církevní organizace.

## Spory s Východofranskou říší

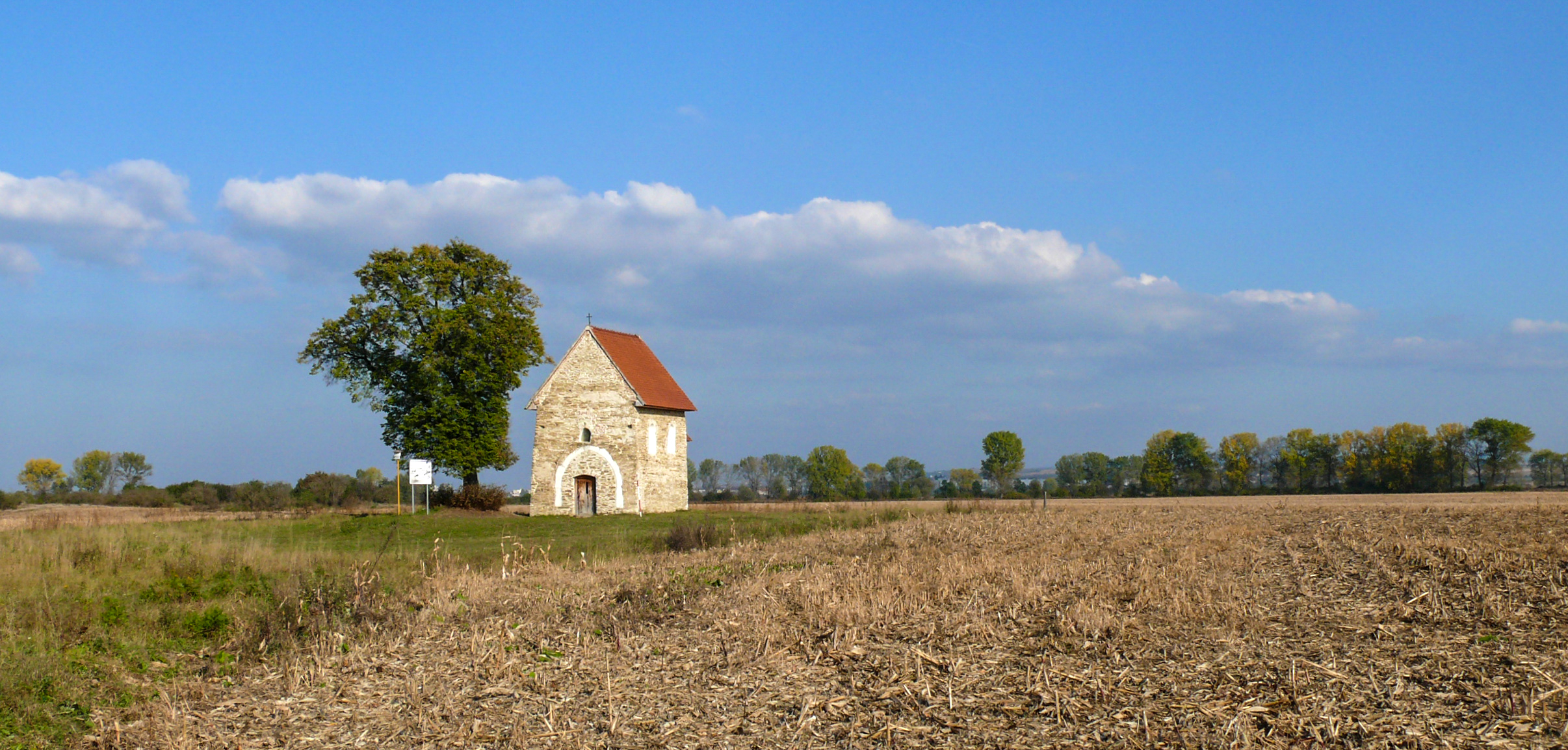
Kostel sv. Markéty Antiochijské v Kopčanech, jediný dochovaný kostel z doby Velkomoravské říše

V srpnu roku 864 Ludvík Němec překročil Dunaj a napadl Velkomoravskou říši. Obklíčil Rostislava na hradišti Dowina (pravděpodobně Devín). Rostislav byl přinucen uznat své vazalství vůči Východofranské říši a umožnit návrat latinským kněžím. Cyrilometodějská misie však pokračovala nerušeně i nadále.
Ludvík Němec, nespokojen s politickou situací pro něj nepříznivou, v roce 869 zaútočil znovu. Opět se dostal až k Rostislavově hlavní pevnosti a opět ji nedobyl. V tomtéž čase papež uznal sv. Metoděje za moravsko-panonského biskupa a tím potvrdil celé úsilí misie i svébytné kulturně-politické postavení Velkomoravské říše, ve skutečnosti nezávislé na Východofranské říši.

## Konec vlády
Rostislav pověřil panováním nad nitranským knížectvím (samosprávná lenní součást Velkomoravské říše) svého synovce Svatopluka, který se tak spolu s Rostislavem začal podílet na vládě.
V roce 870 se Svatopluk spojil s východofranskou říší proti Rostislavovi a své nitranské knížectví svěřil pod ochranu Ludvíku Němci. Rostislav reagoval pokusem o zabití Svatopluka na hostině.
| „                  | Rostislavův synovec Svatopluk staraje se o vlastní prospěch, odevzdal se spolu s panstvím, které měl v držení, Karlomannovi. Proto se Rostislav na synovce rozhněvá, tajně mu činí úklady a rozhodne se jej, nic zlého netušícího, při hostině zavraždit; ten však milostí boží vysvobozen z nebezpečí smrti, neboť dříve než by ti, kteří ho měli zabít, vstoupili do domu, vstal od hostiny, když mu to někdo, kdo o tom úkladu věděl, naznačil, a jako by se chtěl bavit se sokoly, vyvázl z připravených nástrah. Když pak Rostislav viděl, že jeho záměr byl prozrazen, pronásleduje synovce se svými bojovníky, aby ho jal, ale spravedlivým soudem božím se chytil do léčky, kterou nastrojil, neboť právě tímto synovcem je jat, spoután a vydán Karlomannovi; a jím také za doprovodu vojáků, kteří na něho dohlíželi aby neunikl, poslán do Bavorska a uvržen do vězení, aby tu byl střežen až do příchodu králova. ... (Ludvík Němec)... vytáhne kolem prvního listopadu do Bavor; a tam po poradě se svými lidmi, přikázal, aby mu byl předveden Rostislav svázaný těžkým řetězem, a nařídil, aby byl – ač odsouzený k smrti soudem Franků, Bavorů i Slovanů, kteří byli přítomni, přinášejíce králi dary z rozmanitých krajů – pouze zbaven zraku. | “ |
| — Fuldské letopisy | |   |

Ludvík ho pak nechal věznit v Klášteře sv. Jimráma (sv. Emeramma) v Řezně, kde někdy po roce 870 zemřel.
Po Rostislavově likvidaci započal pak na Velké Moravě spor o vládu, kterou si nárokoval Svatopluk (který pak byl nakrátko rovněž vězněn Franky), ale Ludvík Němec svěřil správu nad slovanským státem franským markrabím Vilémovi a Engilšalkovi.

## Kanonizace

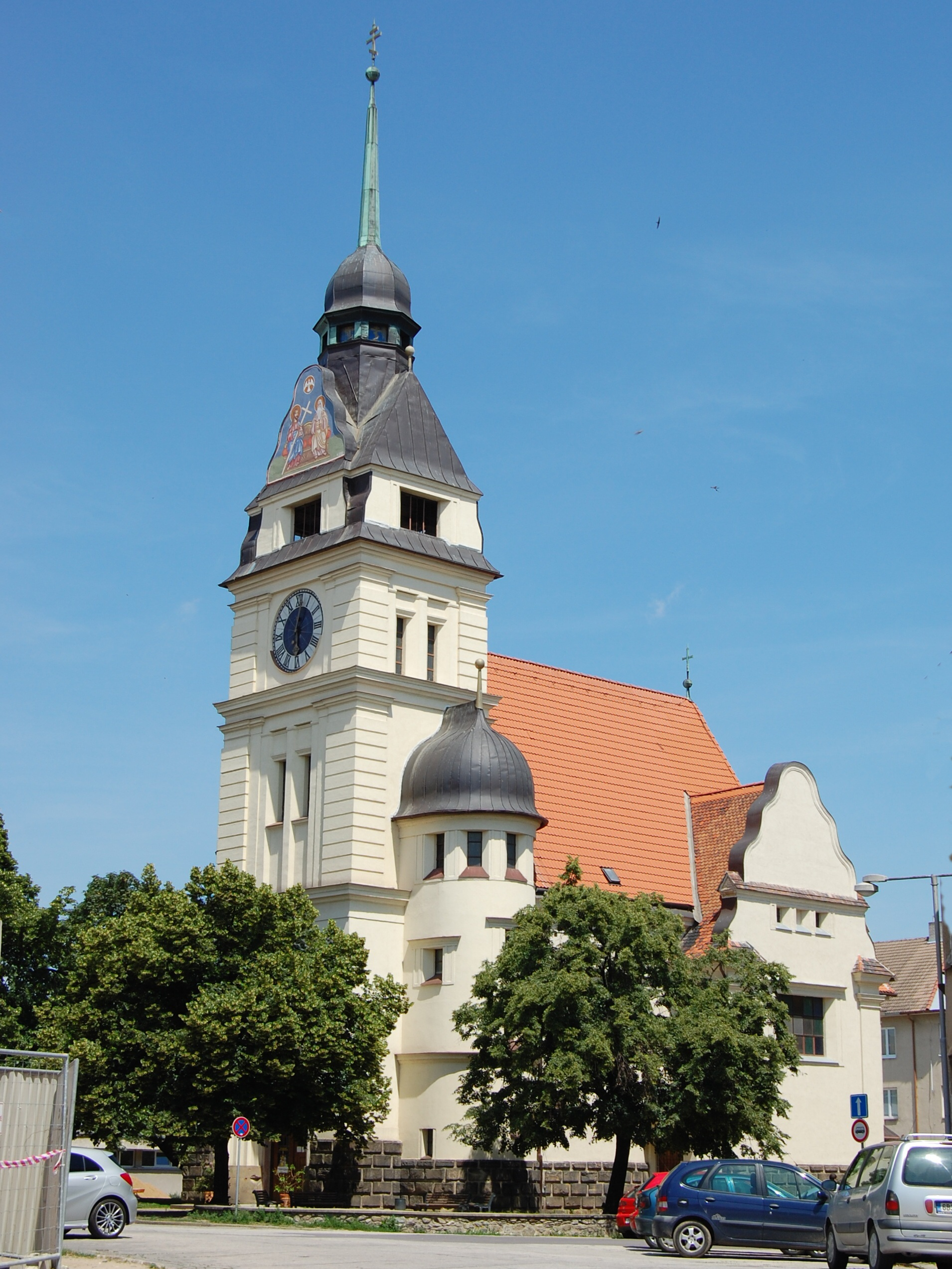
Chrám svatého Rostislava ve Znojmě

Kníže Rostislav byl v roce 1994 kanonizován pravoslavnou církví, především za realizaci mise svatých věrozvěstů Cyrila a Metoděje. Církevní svátek byl stanoven na 28. října. Patrocinium nese již několik českých i slovenských chrámů.